# Schilling & Gräbner
Schilling & Gräbner byl architektonický ateliér založený v Drážďanech roku 1889 architekty Rudolfem Schillingem (1. červen 1859, Drážďany – 19. prosinec 1933, tamtéž) a Juliem Gräbnerem (též psáno Graebner, 11. leden 1858, Durbach (Bádensko) – 25. červenec 1917, Konstantinopol). Tito architekti společně navrhli dlouhou řadu světských i sakrálních staveb. Z jejich ateliéru pochází mnoho návrhů secesních protestantských kostelů, a to jak v Německu, tak na severních Čechách.
Po smrti Julia Gräbnera začal v ateliéru pracovat jeho syn Erwin. Firma zanikla v roce 1947.

## Realizace v České republice

### Zachované stavby
- Vila Silva, Karlovy Vary, Petra Velikého 974/18, 1895/96
- Kostel Církve čsl. husitské, Duchcov, okres Teplice
- Evangelický kostel, Hrob, okr. Teplice, 1900
- Evangelický kostel, Strážné, okr. Trutnov, 1904

### Zničené stavby
- Evangelický kostel, Teplice-Trnovany, 1904–1905, zbořen 1973[5][6]
- Evangelický kostel, Prostřední Lánov, okr. Trutnov, zbořen 1982[7]
- Evangelický kostel, Chabařovice, okr. Ústí n. L., zbořen 1987[8], dle jiného zdroje byl autorem drážďanský architekt Waldemar Kindler[9]

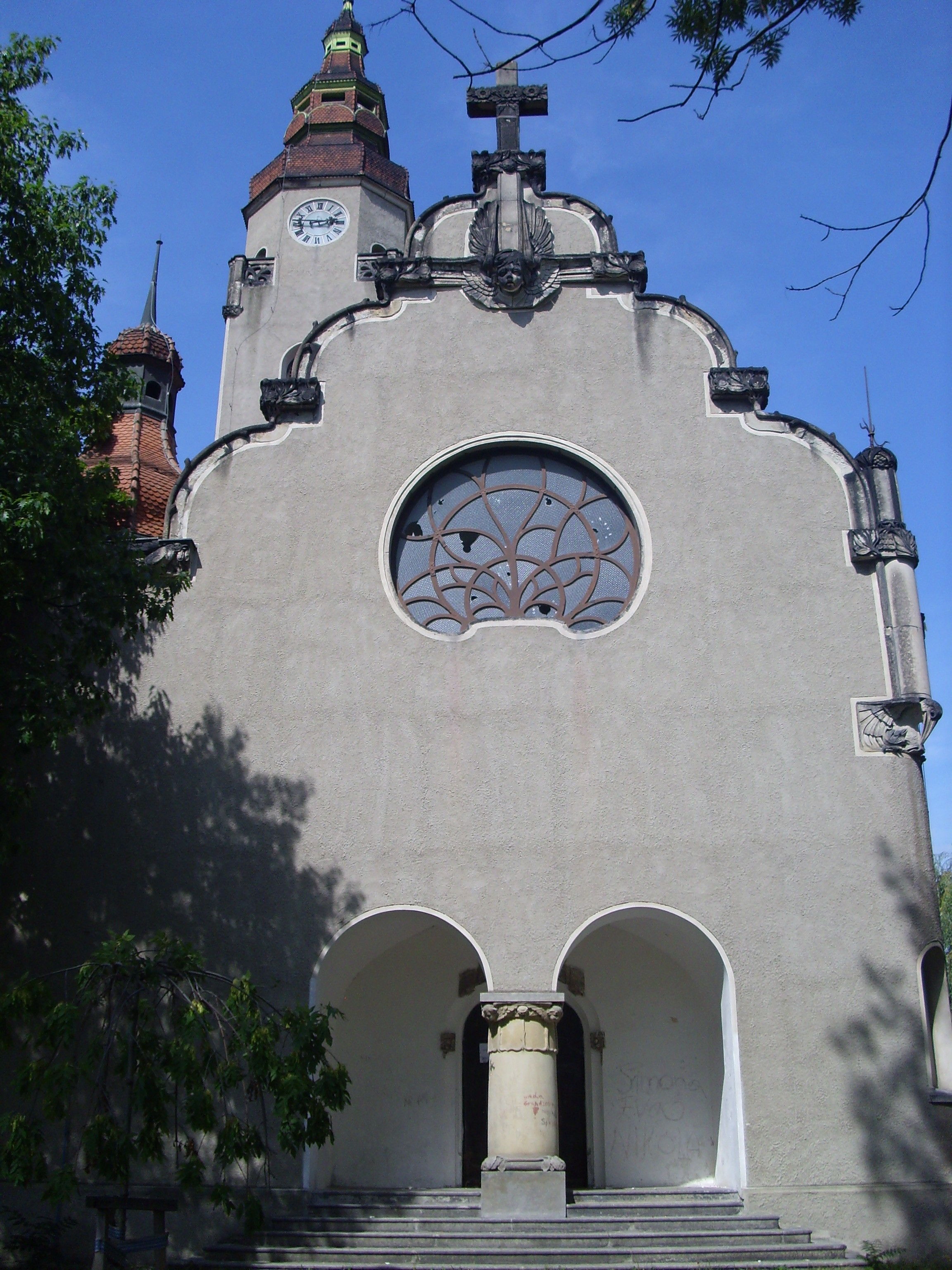
Kostel CČH v Duchcově
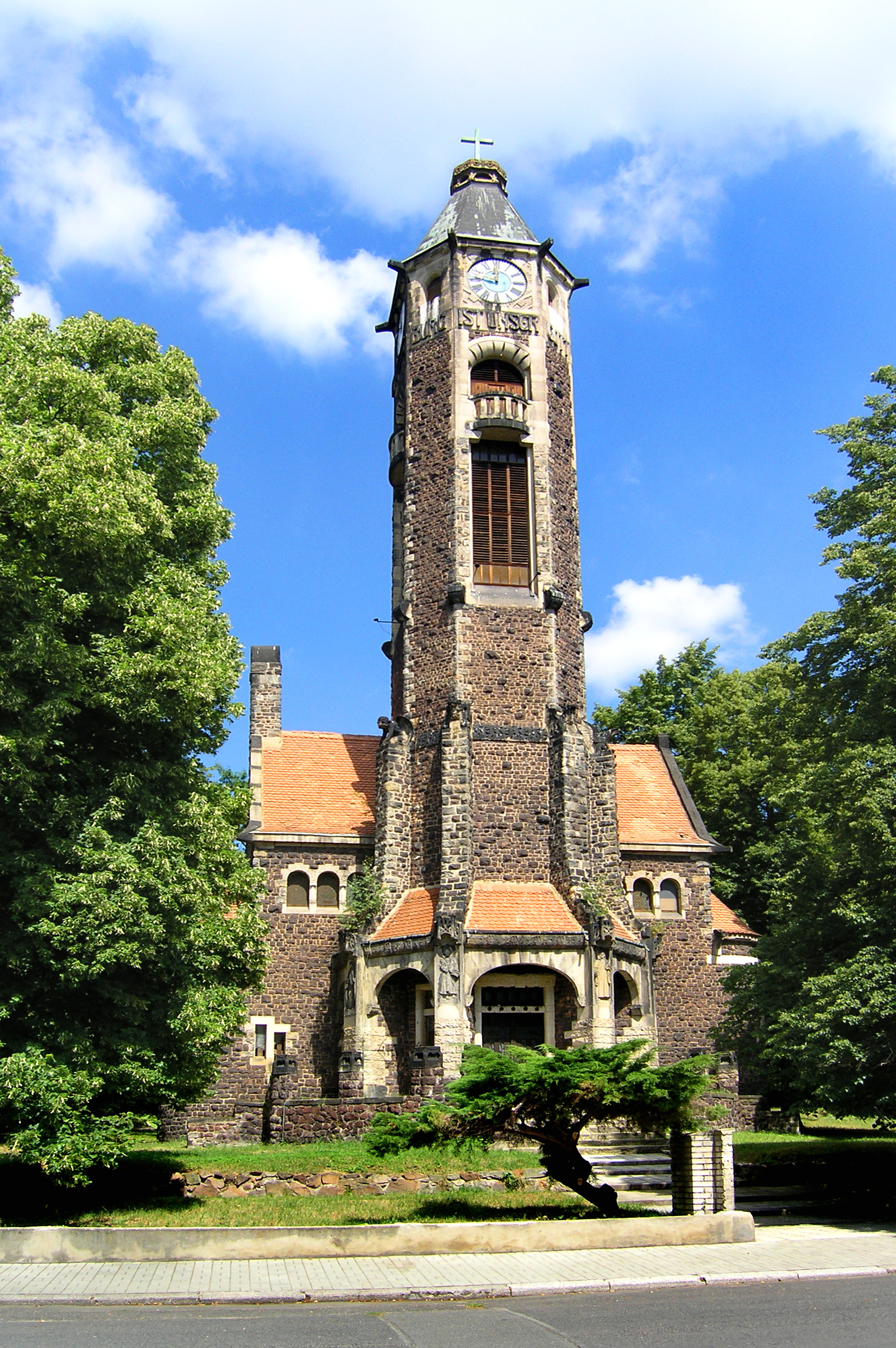
Kostel Vzkříšení, Hrob
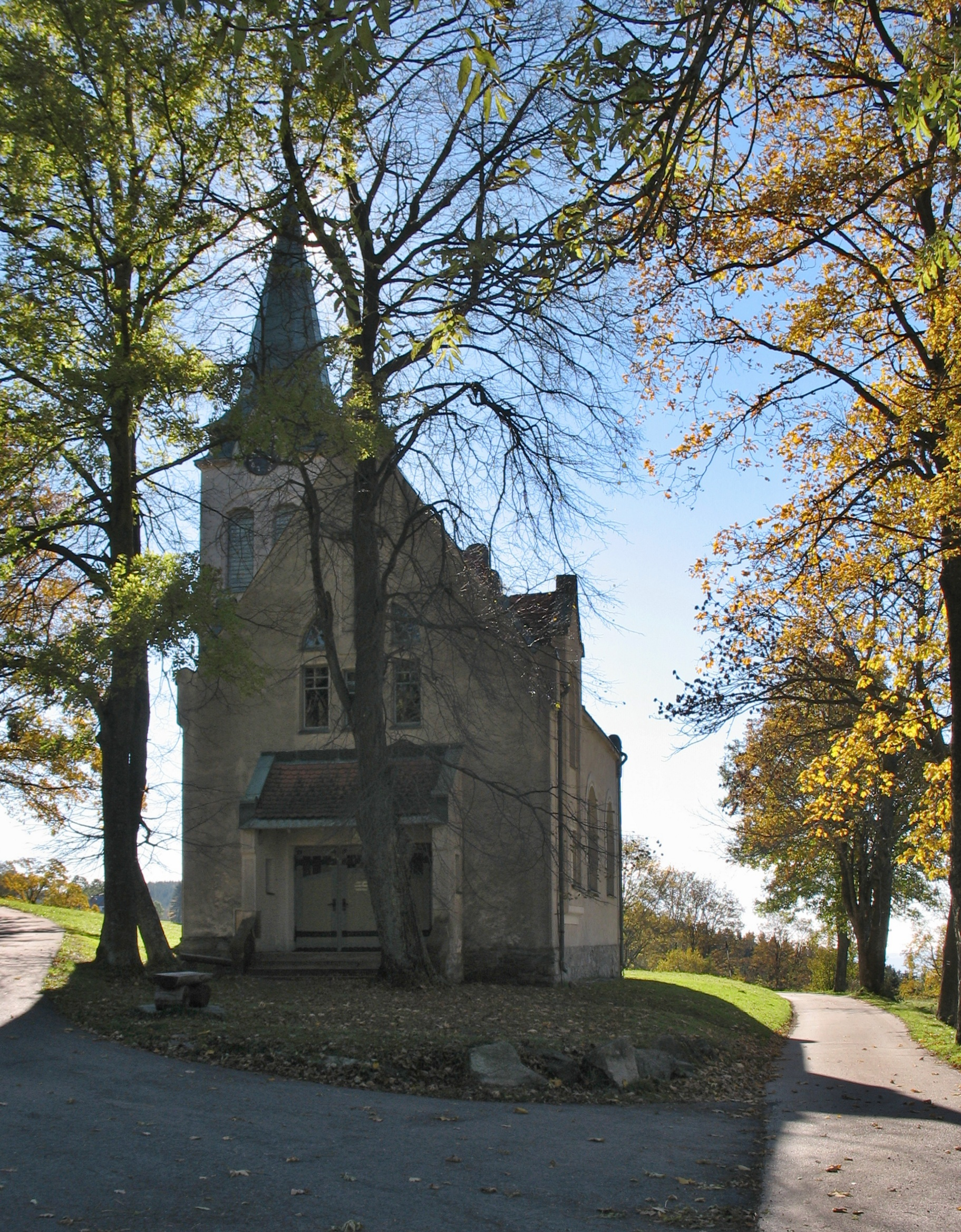
Evangelický kostel, Strážné
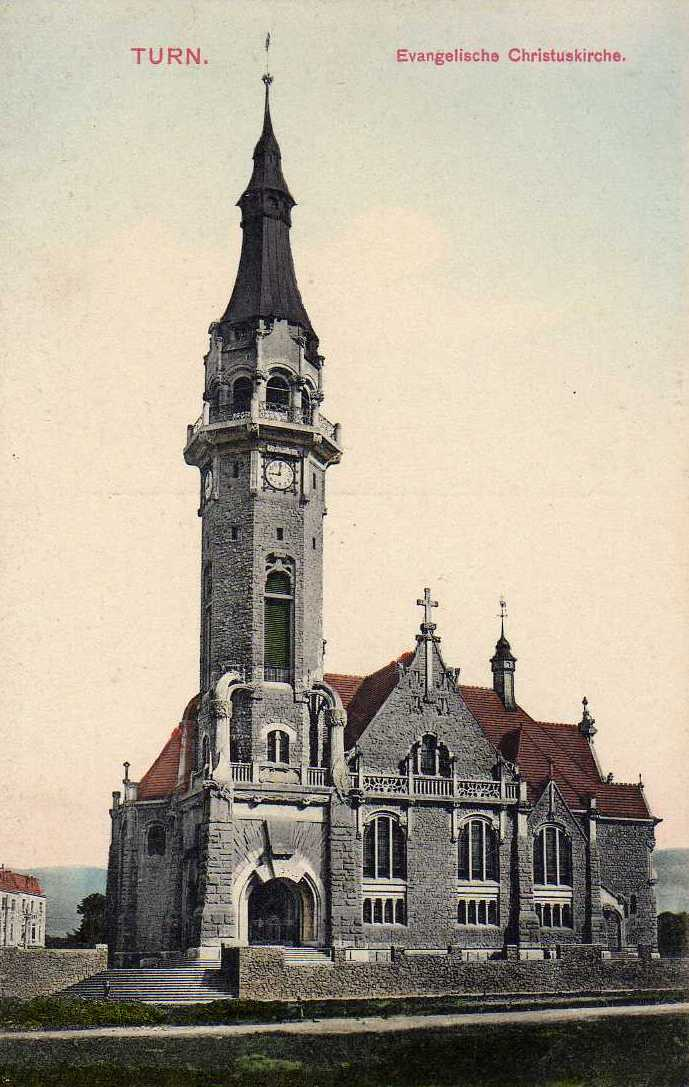
Kristův kostel v Trnovanech, zbořen 1973
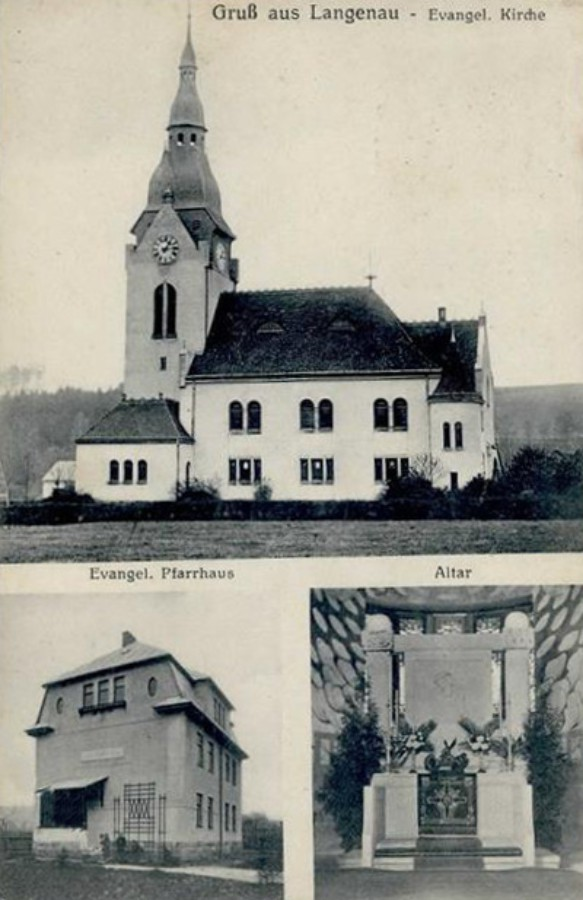
Evangelický kostel v Prostředním Lánově, zbořen 1982
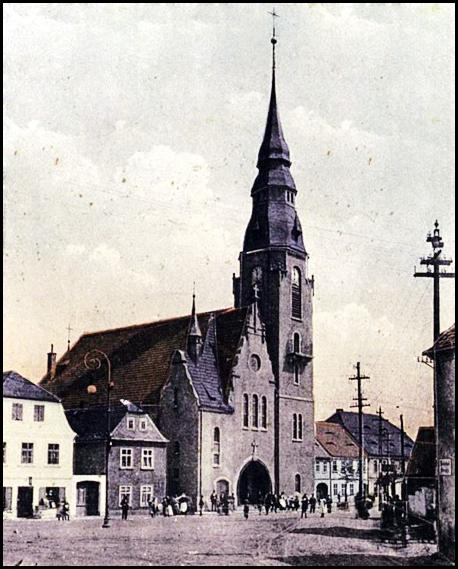
Chabařovice, evangelický kostel, zbořen 1987

## Realizace v Německu

### Stavby v Drážďanech
- Christuskirche
- Zionskirche
- Radnice, Pieschen
- Císařský palác (Kaiserpalast)
- Pernwaldhaus (Vila Muttersegen), 1891
- Villa Würzburger
- spolupráce s arch. Hansem Richterem při výstavbě sídliště Trachau

### Stavby v dalších městech
- Lutherkirche, Zwickau, Sasko
- Lutherkirche Radebeul, Sasko
- Evangelický kostel, Hohenfichte, Leubsdorf, Sasko
- Evangelický kostel, Schellenberg, Augustusburg, Sasko
- Evangelický kostel, Stenn, Lichtentanne, Sasko
- Kostel Nejsvětější trojice, Wiesa, Thermalbad Wiesenbad, Sasko
- Friedenskirche, Aue, Sasko
- Evangelický kostel, Reumtengrün, Auerbach, Sasko
- Evangelický kostel, Schinkel, Osnabrück, Dolní Sasko

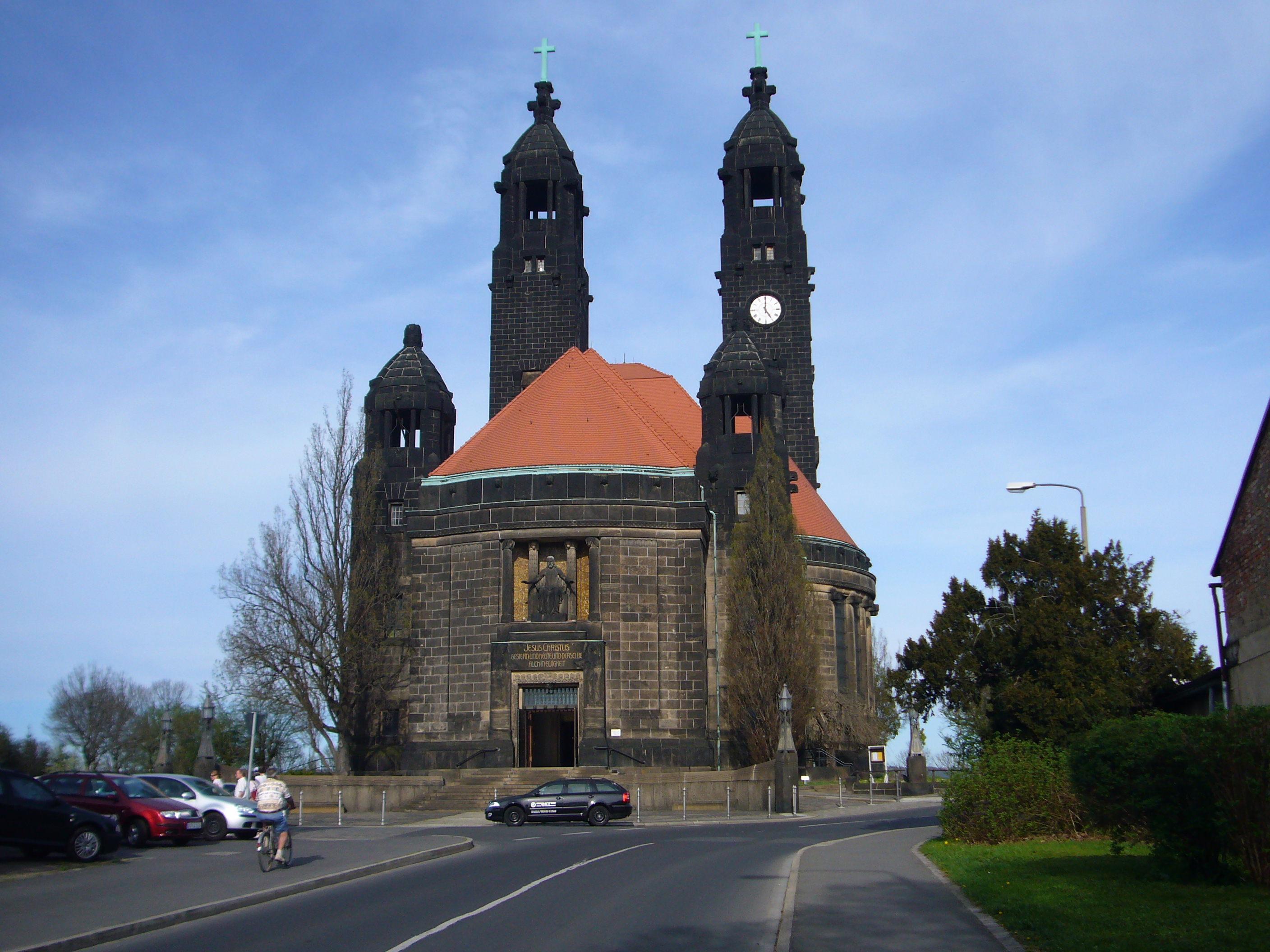
Christuskirche, Drážďany
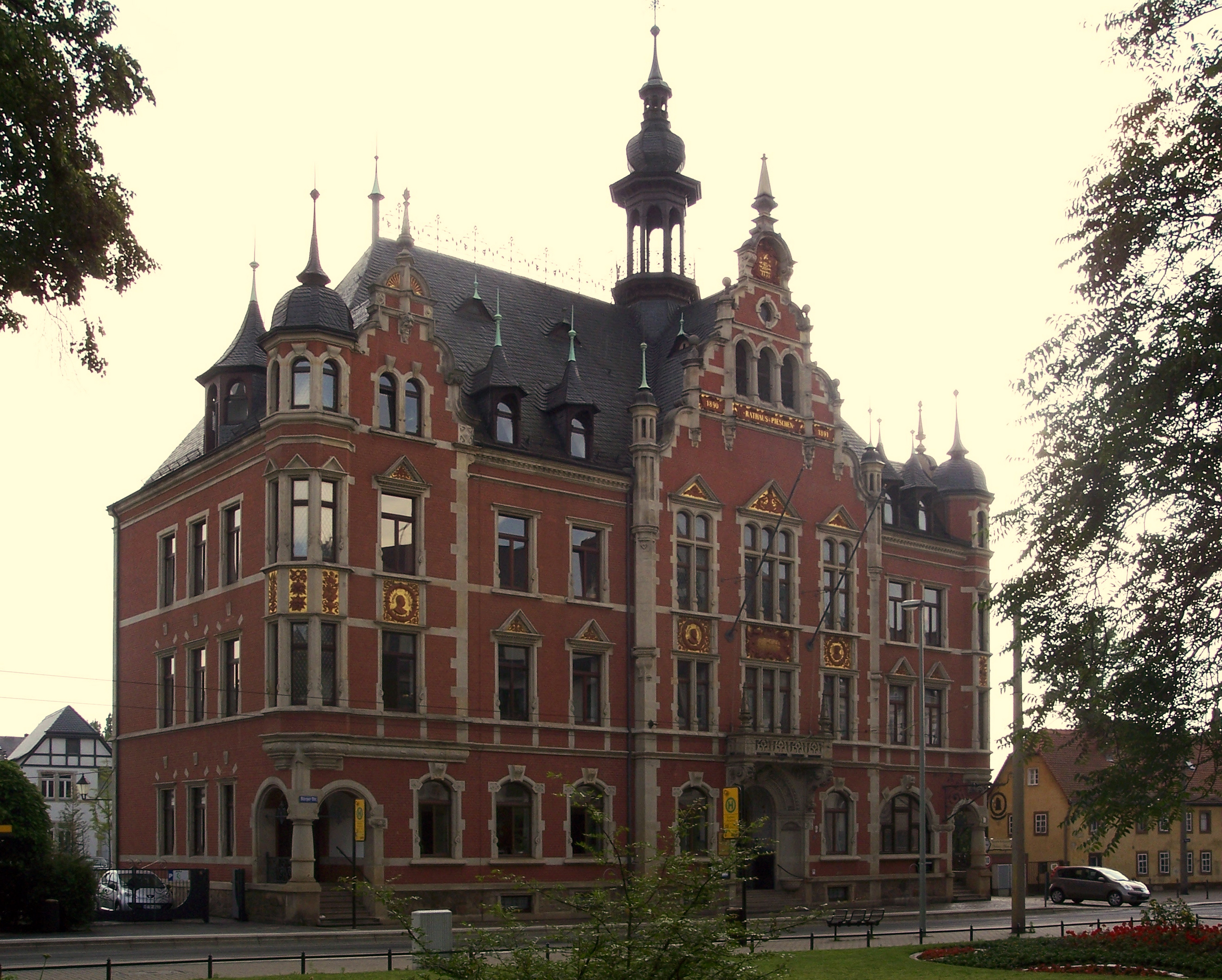
Radnice, Pieschen, Drážďany
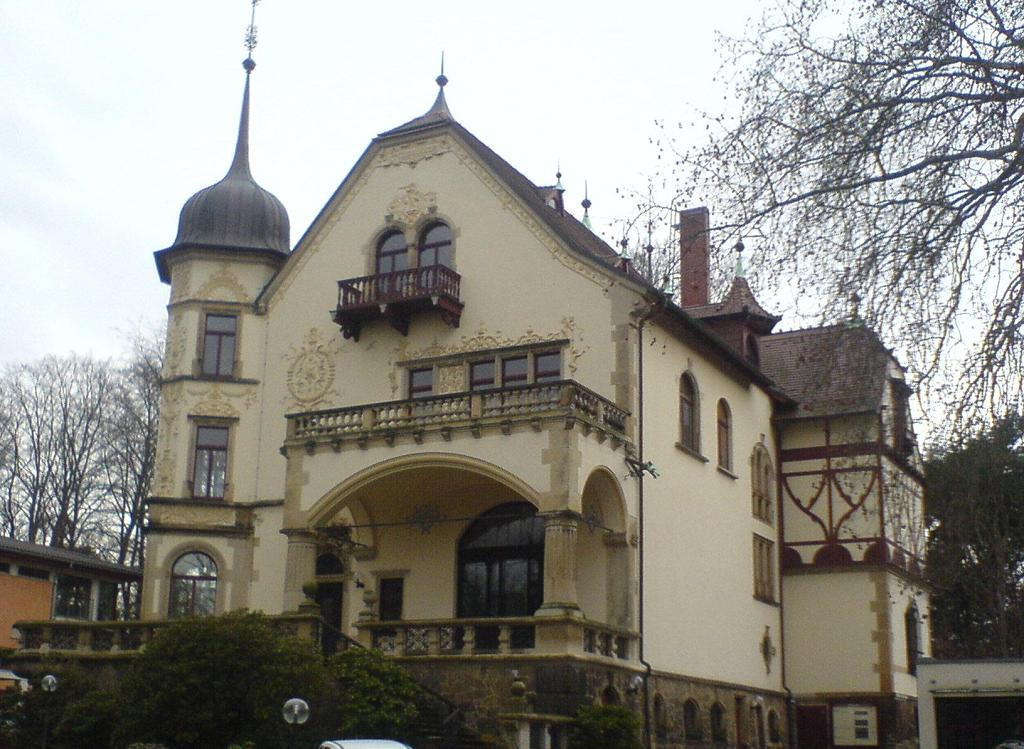
Pernwaldhaus, Drážďany